# 因为决心
《因为决心》（英語：We Just Decided To）是美国电视剧《新闻编辑室》的第一集，最早于2012年6月24日在HBO台首播。《因为决心》由阿伦·索尔金编剧并由格雷格·莫托拉导演。威尔·麦克沃伊（由杰夫·丹尼尔饰演）因一次政治上的长篇大论而导致节目的大部分员工离开了他，他新的执行制片人却是他的前女友麦肯兹·麦克海尔（由艾蜜莉·摩提默饰演）。此时墨西哥湾的一个油井突然爆炸，《晚间新闻》的职员们也要开始面对新的挑战。
《娱乐周刊》曾在2009年4月报道，还在《社交网络》剧组工作的索金准备写一部关于电视台背后的故事的新电视剧。为了解更多有关有线电视的知识，2010年索金作为不携带照相机的客人去参观了MSNBC的节目《NBC新闻倒数之凯斯点评》，他仔细研究了这个节目的制作过程，还在做客《帕克·斯皮策》（现在叫《竞技场上》）时与工作人员深入交流。索金告诉《电视指南》他对媒体有了不那么讨厌的看法：“他们尽力在报道内容上下功夫，这不容易，因为他们要担心有没有不小心打广告、政治上正不正确，还有企业的问题。”
根据尼尔森媒体调查机构的调查，《因为决心》吸引了214万人观看，而这一集在评论界的评价褒贬不一。

## 剧情
电视剧《新闻编辑室》以新闻主播威尔参与一个辩论开始，他就美国最近的衰败发表了有争议的言论，引起了轩然大波。为了避风头，威尔去度了两个星期的假，但回来时他发现他的执行制片人和大部分员工都跳槽去了十点档节目。接着，老板给他安排了一个新制片人，但是威尔很快知道了他的新执行制片人，麦肯兹·麦克海尔，正是他的前女友。威尔勉强允许了麦肯兹给他打工，但前提是每个周末威尔都能炒了麦肯兹。与此同时，发生了一个突然事件，墨西哥湾的一个油井发生了爆炸，但是编辑室的所有人都觉得不值得播报。多亏了麦肯兹跟班，吉姆，的两个线人，编辑室的员工才知道这个就在路易斯安那旁边发生的石油泄漏很难堵上。威尔做出了决定，路易斯安那的石油泄漏也成了当天《晚间新闻》的头条。最终，他们的节目成了最早播报石油泄漏新闻，而其他的新闻台则输掉了这一场信息大战。

## 制作

### 进度
《娱乐周刊》于2009年4月放出消息，仍在《社交网络》剧组工作的编剧索金准备写一部新的电视剧，讲的是电视台幕后的故事。索金曾一手打造了《体育之夜》和《日落大道60号演播室》两部剧，都描述了有关虚构的电视节目的故事。有消息称从2010年开始索金将和HBO合作，2011年2月，索金在BBC新闻正式宣布了这个消息。
为了解更多有关有线电视的知识，2010年索金作为不携带照相机的客人去参观了MSNBC的节目《NBC新闻倒数之凯斯点评》，他仔细研究了这个节目的制作过程，还在做客《帕克·斯皮策》（现在叫《竞技场上》）时与工作人员深入交流。他还在福克斯新闻频道和CNN参观了《与克里斯-马修斯一起刨根问底》等其他节目的幕后。索金告诉《电视指南》他对媒体有了不那么讨厌的看法：“他们尽力在报道内容上下功夫，这不容易，因为他们要担心有没有不小心打广告、政治上正不正确，还有企业的问题。”索金决定比起像他以往的作品一样把主角安排进一个虚拟的电视台，《新闻编辑室》应该发生在几年前并追踪真实发生过的故事，这样才能有更强的真实感。
2011年2月，HBO预定了一个名为《越往后越多》的试播集。《社交网络》的斯科特·鲁丁作为执行制片加入了剧组。鲁丁上一次参与电视剧的制作还是在1996年的电影衍生的电视剧《独领风骚》。到当年7月，杰夫·丹尼尔、艾蜜莉·摩提默,萨姆·沃特森、 奥利维亚·穆恩和戴夫·帕特尔都确定参演。，同时格雷格·莫托拉也宣布执导试播集。试播集的脚本之后据说被多家新闻媒体获得。
2011年9月8日，HBO预定了2012年夏季一整季10集的电视剧。在《新闻编辑室》第二集播出的第二天，HBO将此剧续订至第二季。

### 剧集名
《新闻编辑室》的试播集还在拍摄的时候，曾一度被命名为《越往后越多》。之后在2011年11月29日，HBO向美国专利及商标局注册了“新闻编辑室”的商标。这个新名字很快被用来和肯·克里曼创作的加拿大同名电视喜剧相比较，后者在CBC和PBS上播放。《新闻编辑室》的命名最终在2011年12月21日HBO的一个宣传2012年新剧的活动上确定。
海梅·温曼在《Maclean's》杂志上撰文称这个命名“有一点冷酷而有趣的提醒了人们，美国的电视产业还没完全取代加拿大...加拿大的那个《新闻编辑室》被认为是加拿大史上最伟大的电视节目，但是一个美国电视台并不惧怕如此直接的比较：就算有人已经听说过那个节目，他们可能以为这个国家大多数人没有听过。”

### 选角
2011年3月杰夫·丹尼尔确定成为主演。艾莉森·皮尔、奥利维亚·穆恩都在2011年4月参演。执行制片人的角色本来计划交给玛丽莎·托梅，但是她没谈下来，于是在2011年5月，托梅被艾蜜莉·摩提默代替。萨姆·沃特森也在5月确定参演。小约翰·加拉赫、托马斯·萨多斯基、戴夫·帕特尔、乔希·潘斯等人则在2011年6月进入演员名单。
《纽约杂志》报道称索金曾计划让MSNBC的两个主播克里斯·马修斯和 安德鲁·布赖特巴特在试播集客串圆桌会议的场景，但因MSNBC不满意电视剧里的电视台的企业文化和剧集中左倾的政治倾向而作罢。

### 拍摄
《新闻编辑室》的摄影棚坐落在加州好莱坞的日落高尔摄影棚，摄制开始于2011年秋。因为这部剧每六七天就要播一集，所以每一集——甚至包括那些很多对话的——都必须在9天内完成拍摄。

## 引用
1. 1 2  Huver, Scott. . 《电视指南》. 2011-02-01  [2011-12-22]. （原始内容存档于2012-01-09）.
2. ↑  Rice, Lynette. . 《娱乐周刊》. 2009-04-10  [2011-12-22]. （原始内容存档于2011-12-07）.
3. ↑  O'Neal, Sean. . 影音俱乐部. 2011-09-08  [2011-12-22]. （原始内容存档于2013-09-22）.
4. ↑  Andreeva, Nellie. . Deadline网站. 2011-01-23  [2011-12-23]. （原始内容存档于2011-10-25）.
5. ↑  . BBC新闻网. 2011-01-21  [2011-12-22]. （原始内容存档于2011-09-11）.
6. ↑  Weprin, Alex. . TV Newser. 2011-01-24  [2011-12-22]. （原始内容存档于2012-01-08）.
7. 1 2 3  Andreeva, Nellie. . Deadline网站. 2011-01-28  [2011-12-22]. （原始内容存档于2012-01-05）.
8. ↑  Sepinwall, Alan. . Hitfix. 2012-06-19  [2012-07-11]. （原始内容存档于2012-07-11）.
9. ↑  Sellers, John. . The Wrap. 2011-06-30  [2011-12-22]. （原始内容存档于2011-09-10）.
10. ↑  Kenneally, Tim. . The Wrap. 2011-03-28  [2011-12-22]. （原始内容存档于2011-08-02）.
11. ↑  Lyons, Margaret. . 《纽约杂志》. 2011-04-29  [2011-12-22]. （原始内容存档于2011-09-02）.
12. ↑  Hibberd, James. . 《娱乐周刊》. 2011-09-08  [2011-12-22]. （原始内容存档于2014-12-09）.
13. ↑  Zakarin, Jordan. . 《赫芬顿邮报》. 2011-09-08  [2011-12-22]. （原始内容存档于2011-12-22）.
14. ↑  Hibberd, James. . 《娱乐周刊》. 2011-12-14  [2011-12-27]. （原始内容存档于2012-01-06）.
15. ↑  Rice, Lynette. . 《娱乐周刊》. July 2, 2012  [July 2, 2012]. （原始内容存档于2012-07-03）.
16. ↑  Arbeiter, Michael. . Hollywood.com. 2011-12-22  [2011-12-22]. （原始内容存档于2013-01-03）.
17. 1 2  Weprin, Alex. . TV Newser. 2011-12-06  [2011-12-22]. （原始内容存档于2012-01-08）.
18. ↑  Romenesko, Jim. . JimRomenesko.com. 2011-12-06  [2011-12-22]. （原始内容存档于2012-05-03）.
19. ↑  Andreeva, Nellie. . Deadline.com. 2011-12-21  [2011-12-22]. （原始内容存档于2012-02-25）.
20. ↑  Weinman, Jaime. . Maclean's. 2011-12-22  [2011-12-26]. （原始内容存档于2011-12-23）.
21. ↑  Fowler, Tara. . Digital Spy. 2011-03-21  [2011-12-22].
22. ↑  Jeffery, Morgan. . Digital Spy. 2011-04-26  [2011-12-22]. （原始内容存档于2011-04-28）.
23. ↑  Fowler, Tara. . Digital Spy. 2011-05-02  [2011-12-22]. （原始内容存档于2011-05-04）.
24. ↑  Andreeva, Nellie. . Deadline.com. 2011-05-31  [2011-12-22]. （原始内容存档于2011-10-18）.
25. ↑  Wightman, Catriona. . Digital Spy. 2011-06-17  [2011-12-22]. （原始内容存档于2011-06-19）.
26. ↑  Breslaw, Anna. . Ology. 2011-06-29  [2011-12-22]. （原始内容存档于2012-07-14）.
27. ↑  Adalian, Josef. . 《纽约杂志》. 2011-07-06  [2011-12-22]. （原始内容存档于2011-12-12）.
28. ↑  Goldberg, Lesley. . The Hollywood Reporter. 2012-06-21  [2012-06-26]. （原始内容存档于2012-06-27）.
29. 1 2  Kaplan, James. . 《Vanity Fair》. May 2012  [2012-06-26]. （原始内容存档于2012-06-14）.